# Převodový můstek
Převodový můstek umožňuje převod dat mezi systémy, které spolu přímo nekomunikují.
Jde tedy o načtení dat (export) z jednoho systému, transformaci dat, případně doplnění a jejich následné zapsání (import) do cílového systému.
Vždy však platí zásada, že systém který zapisuje (importuje) data, nesmí narušit konzistenci databáze.
Při čtení dat (exportu) toto samozřejmě nehrozí.

## Kroky převodu dat

### Export dat
Ze zdrojového systému se načtou data a uloží se do formátu, se kterým bude moci převodový můstek dále pracovat nebo jej předat pro import do dalšího systému. 

### Import dat
Při importu dat je nutné zachovat podporovaný formát dat, který vyžaduje cílový systém. Pokud je to možné vždy je lépe pro vlastní import využít vlastní nástroj systému. Ten je pak schopen určit, zda jsou data validní a provést korektní import dat bez narušení integrity systému.    

## Typy převodových můstků
Tyto můstky mohou být jednosměrné i obousměrné. Jednosměrný můstek data převádí jen jedním směrem a je značně jednodušší. Obousměrný můstek musí kontrolovat změny, aby nedošlo ke konfliktům úpravou dat v jednom záznamu v obou systémech současně. V případě že ke konfliktu dojde, musí umět můstek navrhnout řešení konfliktu, tak aby došlo k opětovnému sladění systémů.